# دندوت
دندوت (به انگلیسی: Dandot) یک منطقهٔ مسکونی در پاکستان است که در ناحیه چکوال واقع شده‌است.